# Peer-to-peer

O rețea peer-to-peer (P2P) e o rețea în care noduri interconectate („parteneri”) distribuie resurse între ei fără a folosi un sistem de administrare centrală

Peer-to-peer (P2P), în traducere liberă de la egal-la egal, este o arhitectură de rețea pentru aplicațiile distribuite care împarte sarcinile la mai mulți parteneri.          
Rețeaua Peer-to-peer permite calculatoarelor să se conecteze în mod direct unul la celălalt, pentru schimb de fișiere (partajare de fișiere) în comun. Nu există o limită teoretică pentru dimensiunea unei rețele peer-to-peer, acestea pot fi constituite din două, dar și din sute de calculatoare. Exemple de rețele P2P: BitTorrent, eDonkey, Gnutella, FastTrack, ANts, Kazaa, BearShare, Direct Connect sau Limewire. 
Utilizarea principală a aplicațiilor P2P este aceea de a oferi și descărca fișiere. Pentru a se folosi de o asemenea rețea, utilizatorii trebuie să instaleze o aplicație comună prin care descarcă fișiere video și audio în diverse formate, jocuri, aplicații, sau documente.  În prezent, pe lângă partajarea de fișiere, utilizările rețelelor P2P sunt mult diversificate (streaming media, mesagerie scrisă, vocală sau video, forum-uri de discuții, Bitcoin, mass-media, rețele LAN, calcul distribuit etc).
Partenerii sunt participanți egal privilegiați, echipotenți în aplicație. Se spune că o rețea peer-to-peer este formată din mai multe noduri (peers). O rețea Peer-to-peer (P2P) este un tip de rețea în care fiecare calculator are drepturi si responsabilități egale. Perechile partajează o parte din resursele lor în mod direct către alte calculatoare aflate în rețea, fără a fi nevoie de un coordonator central cum ar fi un server sau o gazdă stabilă. Perechile sunt atât furnizori cât și consumatori de resurse, în contrast cu tradiționalul sistem client-server unde serverul este furnizor iar clientul este consumator.
Calculatoarele într-o rețea P2P sunt în mod normal situate unul lângă altul și rulează aceleași protocoale de rețea.
Majoritatea rețelelor rezidențiale din ziua de azi sunt rețele P2P. Utilizatorii rezidențiali își configurează calculatoarele astfel încât să permită partajarea de fișiere, imprimante și alte resurse în mod egal între toate dispozitivele. .

## Considerații
Sunt câteva lucruri de luat în considerare înainte de a seta o rețea P2P:
- Mărime: rețelele P2P sunt destinate să conecteze un număr mic de calculatoare. Când se ajunge la 10-15 calculatoare într-o singură rețea P2P vor începe să apară problemele;

- Securitate: Securitatea nu este foarte bună în cadrul unei rețele P2P deoarece nu există un loc centralizat pentru toate resursele, acestea fiind împrăștiate în toată rețeaua;

- Training: Utilizatorii se ocupă de administrarea unei rețele P2P. Aceasta înseamnă că toți utilizatorii trebuie învățați cum să partajeze fișierele, directoarele și imprimantele. Într-o rețea P2P închiderea unui calculator fără a anunța mai întâi, poate duce la imposibilitatea altui calculator de a printa.

- Găzduirea resurselor: Fiecare calculator care se conectează la un alt calculator îi "mănâncă" acestuia resurse și poate cauza probleme de performanță.

## Scurt istoric
Rețelele P2P au fost utilizate la începutul internetului în mai multe domenii de aplicare, conceptul fiind popularizat de către sistemele create anterior.

Astfel în anul 1969, a apărut  ARPANET, ca precursor al internetului, o rețea de calculatoare  client-server. 

Usenet, un serviciu public folosit pentru discuții și download-uri de filme, muzică, fotografii sau software, a fost conceput la Duke University în 1979, pe baza ideii unui grup de studenți. 
În 1999, Napster a fost primul sistem ce a inițiat ideea de peer-to-peer, punerea la comun a fișierelor și căutarea centralizată a acestora. Napster folosea  funcționalitatea de căutare centralizată a fișierelor pe baza listelor de fișiere livrate de fiecare client din sistem. Ulterior, Napster a fost forțat să-și oprească serviciul ca urmare a procesului intentat de Recording Industry Association of America (RIAA).

## Clasificare

Rețea P2P client-server

### Rețele centralizate
Rețelele P2P centralizate (client-server), sunt cea mai simplă metodă pentru stocarea datelor pe un server web central, la care în principiu au acces toți utilizatorii.

Rețelele de tip client-server oferă o securitate îmbunătățită pentru resursele partajate,
performanțe mai bune, eficiență mărită a salvării de siguranță pentru datele din rețea. Acest sistem avea dezavantajul major că atunci când funcționalitatea centrală de căutare se defecta, nici un client nu mai putea efectua căutări. Napster și BitTorrent sunt exemple de rețele centralizate.

### Rețele descentralizate
În rețelele descentralizate, fără un server central, calculatoarele sunt conectate direct între ele, utilizatorii se folosesc de aplicații speciale, care stau la dispoziție oricui pe internet.
Rețelele descentralizate se pot clasifica la rândul lor, în funcție de structura lor, în rețele nestructurate și rețele structurate. De asemenea există rețelele peer-to-peer semantice, rețele anonime și rețele private.

#### Rețele nestructurate
Într-un sistem peer-to-peer nestructurat, căutările și rezultatele acestora, sunt dirijate într-o conexiune deschisă. Rețelele nestructurate se organizează după cum evoluează evenimentele din cadrul acesteia. La nivelul nodurilor (peers), dacă un utilizator trimite o interogare, nodul acestuia va deveni un nod sursă ce va trimite interogarea tuturor vecinilor săi. Într-un sistem super-peer-to-peer, rețeaua este împărțită în grupuri, fiecare dintre ele conține un nod special, denumit super-nod (super-peer). Toate nodurile de grup sunt conectate la acest super-nod, iar acesta este conectat la alte super-noduri din alte grupuri. Grupul format din super-nod și celelalte noduri membre ale grupului se numește cluster. Dacă legătura din super-nodurile din grupuri diferite se întrerupe, atunci tot clusterul este deconectat unul față de celălalt. 

Gnutella, Freenet, KaZaA  sunt exemple de rețele nestructurate.

#### Rețele structurate

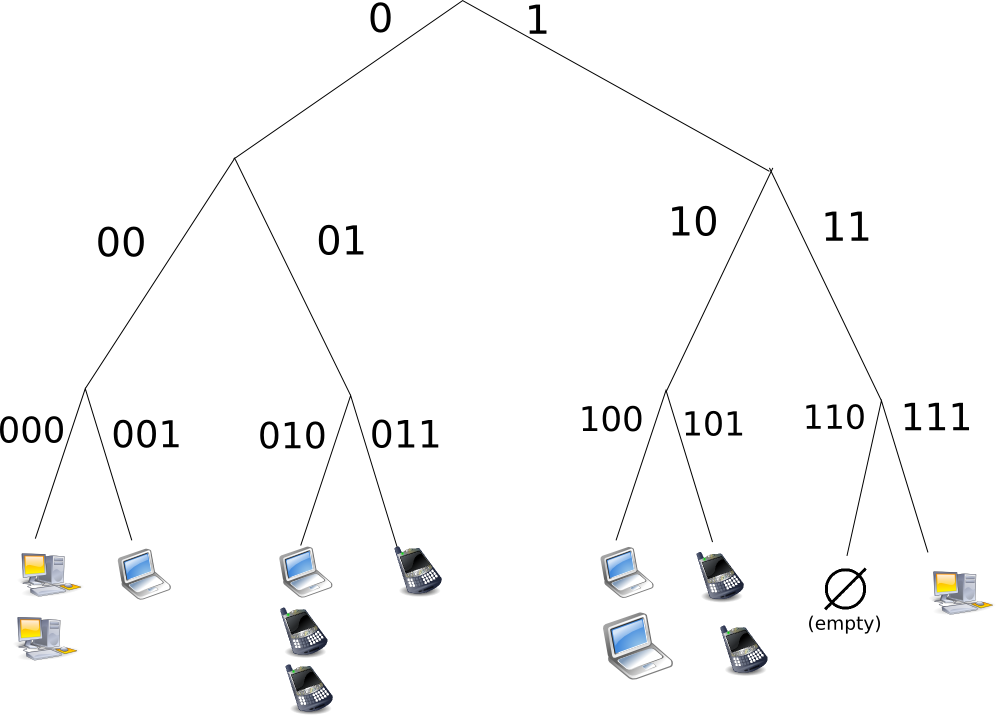
Rețea P2P structurată

În cazul sistemelor peer-to-peer structurate, plasarea resurselor și a nodurilor sunt strâns legate de structura rețelei. Topologia rețelei P2P structurată este controlată strict și datele sunt plasate în locații cunoscute, ceeace eficientizează căutările. Asemenea sisteme structurate P2P utilizează tabele distribuite de indici unici (Distributed Hash Table - DHT) pentru localizarea nodurilor și resurselor din aplicația folosită. Această funcție garantează localizarea fișierului sau a nodului.

#### Rețele semantice
Rețelele semantice reprezintă un nou tip de rețele peer-to-peer. Acestea combină avantajele rețelelor nestructurate și celor structurate, evitând în același timp dezavantajele acestora. În rețelele peer-to-peer semantice, nodurile sunt clasificate ca nume de domenii DNS cu înțelesuri semantice, (exemplu: Alice@Brittney.popular.music). Rețelele peer-to-peer semantice păstrează sensurile semantice ale nodurilor și conținutul acestora. Nodurile (peers) din cadrul rețelei peer-to-peer semantice, pot comunica între ele prin diferite limbaje. Rețeaua peer-to-peer semantică poate executa interogări complicate, asemănătoare limbajului SQL. 
Dezavantaje

Dezavantajele arhitecturii P2P descentralizate sunt: 
- în rețelele cu mai multe de calculatoare, performanțele scad semnificativ
- sistemul fiind descentralizat, este dificil de administrat
- securitatea în acest sistem devine o problemă majoră, viruși, spyware, troieni, malwares etc, se pot  transmite cu ușurință
- recuperarea de date sau copie de rezervă este foarte dificil de efectuat; fiecare calculator ar trebui să aibă propriul sistem de back-up
- fișiere cu drepturi de autor sunt transferate folosind acest tip de rețea; (P2P este tehnologia utilizată în torrent)
- permit accesul neautorizat la resursele rețelei (programele software folosite pot fi modificate, se pot redirecționa pachetele spre destinații inexistente sau incorecte).

#### Rețele anonime
Sistemele P2P anonime sunt acele rețele în care nodurile au un grad ridicat de anonimat. Anonimatul participanților se realizează prin metode specifice de rutare cu rețele suprapuse, care ascund locația fizică a fiecărui nod de alți participanți. Astfel, fiecare participant neavând cunoștință de ceilalți participanți din rețea.  
Interesul față de sistemele P2P anonime a crescut în ultimii ani, în special din dorința de a partaja fișiere în rețea fără a dezvălui identitatea, supravegherea în masă a  internetului, accesarea și reținerea datelor personale etc. 
Rețele anonime P2P
- ANts - permite partajarea de fișiere și publicare site-uri pe HTTP
- Bitmessage - mesagerie anonimă
- Bunzilla
- FreeNet
- GNUnet
- I2P Arhivat în 6 februarie 2017, la Wayback Machine. - rețea cu multiple aplicații de partajare a fișierelor, irc, e-mail, mesagerie instant
- Nodezilla
- RShare
- Tor

Software pentru rețele anonime P2P
- Bitmessage
- Freenet
- GNUnet
- I2P
- Perfect Dark  (succesor al rețelei Winny)
- Syndie (forum-uri)
- Tor Browser
- Tribler
- Vuze, aplicație BitTorrent cu posibilitatea de a utiliza I2P sau Tor
- ZeroNet [5][6]

### Rețele private
Rețelele P2P private permit numai anumitor utilizatori de a se conecta la partajarea de fișiere. Acest lucru este realizat printr-un server central sau hub pentru autentificarea clienților, și care funcționează ca un server FTP. (exemplu:Direct Connect). Alternativ, utilizatorii pot face schimb de parole sau chei criptografice cu prietenii pentru a forma o rețea descentralizată. Rețelele private de tip peer-to-peer pot fi rețele prieten-la-prieten (friend-to-friend - F2F) și sisteme bazate pe grupuri.
Rețelele F2F permit numai conexiunile dintre utilizatorii care se cunosc între ei, pe când rețele bazate pe grupuri, permit oricărui utilizator să se conecteze cu celălalt. 
Exemple de rețele private:
- Direct Connect, partajare de fișiere și chat folosind hub-uri private
- Freenet
- GNUnet, P2P și F2F
- Infinit

Aplicații:
- DC++ (varianta LinuxDC++ pentru Linux)
- GigaTribe, program privat de partajare orientat spre comunități
- RetroShare
- SafetyGate Invisible

## Aspecte legale
Marile companii din industria muzicii și filmului din S.U.A., reprezentate de Recording Industry Association of America (RIAA) și Motion Picture Association of America (MPAA), au decis că aceste rețele reprezintă amenințări foarte grave în ceea ce privește veniturile, sau chiar existența lor. Acestea au acționat imediat în judecată companiile care ofereau servicii de partajare de fișiere. Este cazul rețelei Napster, care a fost închisă în urma unui astfel de proces, ambele grupuri cheltuind sume uriașe pentru a determina impunerea unor restricții legale. Una dintre acestea, a fost introducerea unei prevederi în statul California, care permitea deținătorilor legali de drepturi de autor să acceseze rețelele peer-to-peer care erau suspecte că distribuie ilegal materiale cu copyright și să oprească activitatea lor. 

## Peer-to-peer TV
Peer-to-peer Television (P2PTV) este o tehnică de transmitere și difuzare a conținutului audiovizual (streaming de canale tv) prin internet utilizând tehnologia peer-to-peer.

## Vezi și
- Blockchain
- Bitcoin
- Criptomonedă
- Economie colaborativă
- F2F
- Încălcare a dreptului de autor
- Sistem de fișiere distribuit
- VPN

## Legături externe
- List of Peer-to-Peer Applications
- P2P Foundation Wiki
- Rețele Peer-to-peer din ce în ce mai legale
- List_of_P2P_protocols en
- Comparison_of_file_sharing_applications en
- The International Conference on Peer-to-Peer Computing en
- International Workshop on Peer-to-Peer Systems en
- Anonymity Bibliography en
- P2P-cât de (i)legal este ?